# Zalesse
Zalesse (vitryska: Залессе) är en agropolis i Belarus.   Den ligger i voblasten Hrodna voblast, i den nordvästra delen av landet, 90 km nordväst om huvudstaden Minsk. Zalesse ligger 148 meter över havet och antalet invånare är 1 000.

## Natur och klimat
Terrängen runt Zalesse är platt. Närmaste större samhälle är Smarhon, 11,9 km nordväst om Zalesse.
Trakten runt Zalesse består till största delen av jordbruksmark. Runt Zalesse är det ganska tätbefolkat, med 104 invånare per kvadratkilometer.